# Архангельський театр драми імені М. В. Ломоносова
Архангельський театр драми імені М. В. Ломоносова (рос. Архангельский театр драмы имени М. В. Ломоносова; до 1961 року — Архангельський Великий драматичний театр) — обласний драматичний театр у місті Архангельську (Росія).

## Загальні дані
Заклад розташований у сучасній функціональній будівлі в центрі міста за адресою:
Петровський парк, буд. 1, м. Архангельськ—163000 (Росія).
Директор театру — Євген Георгійович Міщенко, головний режисер — Петро Гаррієвич Орлов. 

## З історії театру

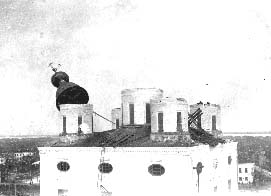
Руйнування Святотроїцького кафедрального собору

Історія створення в Архангельську театру починається від 1846 року, коли в місті вперше було споруджено театральне приміщення.
У тому театрі грали трупи різних антрепренерів, виступали з гастролями такі відомі російські актори, як І. М. Горєлов (Володимир Давидов), М. М. Тарханов, П. М. Орленєв.
Сучасна будівля Архангельського драмтеатру була зведена на фундаменті розібраного в 1929 році Святотроїцького кафедрального собору — головного міського православного храму.
Постійна ж трупа в театрі з'явилась лише в 1932 році. Першим спектаклем колективу стала постановка за М. Горьким «На дне».
До трупи театру в різний час входили актори: Г. А. Бєлов, О. Ю. Жиліна, С. В. Лук'янов, А. І. Свірський, С. І. Бєстужев, С. М. Плотніков, Б. І. Горшенін, Д. С. Алексєєв, М. Н. Корнилов, К. К. Кулагіна, Л. П. Кузнецова, З. Х. Славина, В. П. Соловйова, А. Н. Кудерман, Н. А. Сокол; режисери: І. О. Ростовцев, Є. А. Просторов, І. І. Азров, Н. К. Теппер, К. Т. Бережной.
У листопаді 1961 роки в дні святкування 250-ліття від дня народження видатного вченого-земляка Михайла Ломоносова, театрові було присвоєно його ім'я, відповідно заклад змінив свою назву.
У період 1964—67 роки було здійснено реконструкцію фасаду театру і глядацької зали, сцени, залаштункових приміщень. Фасад театру в дусі того часу зробили зі скла і бетону.

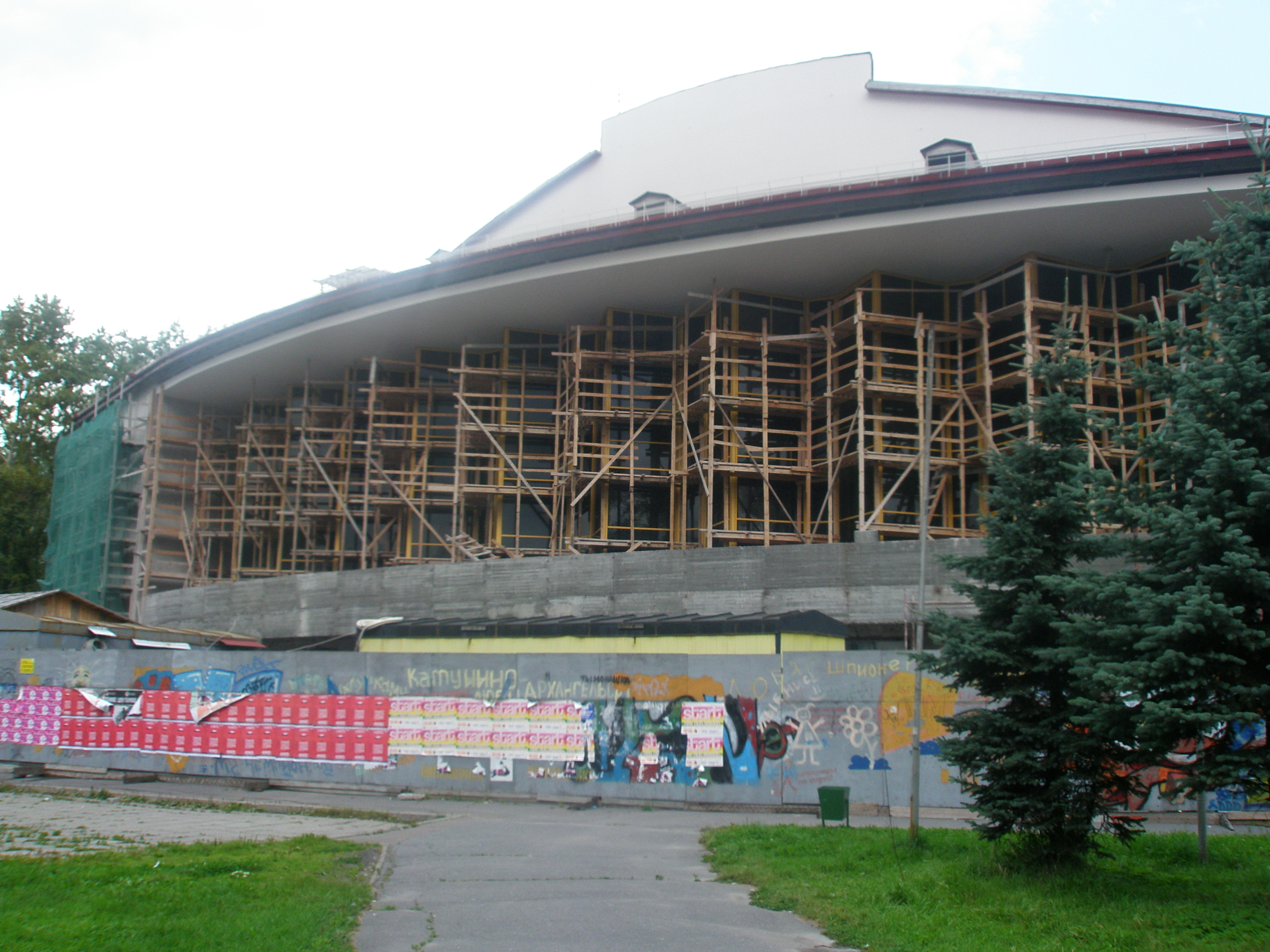
Тривають відновлювальні роботи, серпень 2007 року

На початку 2000-х років приміщення театру було закрито на реконструкцію, а її тривале проведення пояснювалось браком фінансування. Вистави колектив закладу в цей час давав на своїй Малій сцені (колишній великий зал Поморської філармонії).
До літа 2009 року Архангельський театр драми імені М. В. Ломоносова було повністю відновлено й переоснащено, відтак у теперішній час він є одним з найсучасніших сценічних комплексів у Росії, здатним приймати артистів усіх жанрів і рівнів.
Нині до трупи театру входять Людмила Бинова, Валерій Колосов, Альбіна Казанцева, Ольга Зубкова, Віра Томіліна, Костянтин Феофілов, Людмила Совєтова, Сергій Чуркін, Володимир Кулаков, Олександр Дунаєв, Олена Смородинова, Наталія Латухіна, Тетяна Боченкова, Марина Макарова, Тамара Волкова, Андрій Калєєв, Андрій Москаленко, Микола Обабков, Олексій Ковтун, Віктор Гусєв, Євген Ніфантьєв, Дмитро Віхрян, Галина Морозова, Гульсіна Гусєва, Михайло Андрєєв, Олена Лупачева, Марія Беднарчик, Кристіна Ходорцевич, Олександр Дубинін, Михайло Кузьмін, Іван Братушев, Іван Морєв, Вадим Вінтілов, Денис Зенухін, Ігор Патокін, Дмитро Кугач, Ольга Коколевська, Катерина Шахова, Марія Степанова, Ксенія Мельникова.

## Репертуар

### Видатні постановки минулих років
- 1937 — «Дачники» М. Горького;
- 1938 — «Враги» М. Горького;
- 1938 — «Варвары» М. Горького;
- 1943 — «Нашествие»;
- 1952 — «Три сестры» А. Чехова;
- 1952 — «Мария Стюарт»;
- 1953 — «Старик»;
- 1954 — «Порт Артур»;
- 1954 — «Иван Рыбаков»;
- 1955 — «Персональное дело» Штейна;
- 1957 — «Зыковы» М. Горького;
- 1958 — «В поисках радости» Розова;
- 1958 — «Дали неоглядные» Вірти;
- 1958 — «Именем революции» М. Шатрова;
- 1959 — «Почему улыбались звёзды» О. Корнійчука;
- 1960 — «Вишнёвый сад» А. Чехова.

### Поточний репертуар
- «Поздняя любовь» О. Островського;
- «Женитьба Белугина» О. Островський / Н. Соловйов;
- «Вишнёвый сад» А. Чехова;
- «Ричард III» В. Шекспіра;
- «Кукольный дом» Г. Ібсена;
- «Дама с камелиями» А. Дюма-син;
- «Госпожа министерша» Б. Нушича;
- «Дикарь» А. Касона;
- «Двойная игра» Е. Еріс, Р. Різ;
- «Давным-давно» О. Гладкова;
- «Утиная охота» О. Вампілова;
- «Номер 13» Р. Куні;
- «Семейный портрет с посторонним» С. Лобозьорова;
- «Божьи одуванчики» О. Іванов;
- «Принцесса на горошине» В. Глоцера;
- «Храбрый портняжка» А. Кобзєва, А. Льовушкін;
- «Белокурая фея» Є. Чернишов;
- «Похищение луковиц» М. Машаду;
- «Бременские музыканты» В. Ліванов, Ю. Ентін;
- «Безумный день, или женитьба Фигаро» П. Бомарше;
- «Фуршет после премьеры»;
- «Снежная королева»;
- «Очень простая история».